# EABS
EABS, czyli Electro-Acoustic Beat Sessions – polski kwintet jazzowy z Wrocławia, wyrosły w środowisku hip-hopowym, założony w 2011 r. przez Piotra Skorupskiego (ps. Spisek Jednego). Zadebiutowali w maju 2017 płytą Repetitions (Letters to Krzysztof Komeda). Nominowani do Fryderyka 2018 w kategorii Jazzowy Fonograficzny Debiut Roku. Artyści, którzy ich inspirują, to m.in.: Ahmad Jamal, Gil Scott-Heron, Jay Dee czy Pete Rock.

## Skład[4]
- Marek Pędziwiatr – fortepian, syntezatory i śpiew
- Marcin Rak – perkusja
- Paweł Stachowiak – gitara basowa i moog
- Olaf Węgier – saksofon tenorowy
- Jakub Kurek – trąbka

## Dyskografia

### Albumy
| 2016                       | Puzzle Mixtape - Data: 16 października 2016 - Wydawca: Astigmatic Records                                                        | –  |              |                     |
| 2017                       | Repetitions (Letters to Krzysztof Komeda) - Data: 25 maja 2017 - Wydawca: Astigmatic Records                                     | –  |              |                     |
| 2018                       | Repetitions (Letters To Krzysztof Komeda) Live At Jazz Club Hipnoza (Katowice) - Data: Lipiec 2018 - Wydawca: Astigmatic Records | –  |              |                     |
| 2018                       | EABS Featuring Tenderlonious – Kraksa / Svantetic - Data: 23 listopada 2018 - Wydawca: 22a                                       | –  |              |                     |
| 2019                       | Slavic Spirits - Data: 24 maja 2019 - Wydawca: Astigmatic Records                                                                | 20 | - POL: 5 000 | - ZPAV: złota płyta |
| 2020                       | Discipline of Sun Ra - Data: 30 października 2020 - Wydawca: Astigmatic Records                                                  |    |              |                     |
| 2022                       | 2061 - Data: 27 maja 2022 - Wydawca: Astigmatic Records                                                                          |    |              |                     |
| 2024                       | Reflections of Purple Sun - Data: 10 maja 2024 - Wydawca: Astigmatic Records                                                     |    |              |                     |
| „–” album nie był notowany | |    |              |                     |

## Nagrody i wyróżnienia[4]
- 2013 – Wrocławskie Artystyczne Odkrycie 2013 roku
- 2014 – Nagroda WARTO od Gazety Wyborczej[13]
- 2017 – nagroda Mateusz za „Wydarzenie jazzowe”, Program III Polskiego Radia
- 2017 – Wrocławska Nagroda Muzyczna „za współczesne spojrzenie na tradycję muzyki jazzowej”[14]
- 2018 – pierwsza historyczna nagroda GaMa dla najlepszej polskiej płyty roku za „Repetitions (Letters to Krzysztof Komeda)”, „Gazeta Magnetofonowa”[15]